# Redes transaccionales de bajo valor en Colombia
Las redes transaccionales de bajo valor en Colombia (vigentes en Colombia, a partir de la Ley 1735 de 2014, destinada a promover la inclusión financiera) son puntos cercanos que operan mediante transferencias en efectivo de pagos cotidianos y de menor cuantía como giros postales de pago, pago de servicios, recaudo, seguros y recargas de telefonía móvil o tarjetas de sistemas de transporte masivo.
Se trata de redes multiservicios ágiles para operaciones que pueden comenzar con valores desde los COP $2.000 pesos (dos mil pesos colombianos), unos 0,66 centavos de dólar estadounidense.
Entre los pioneros de las redes de transacciones para el sistema de pago de bajo valor en Colombia se destacan empresarios con inicios comerciales en la industria de juegos de suerte y azar como Jaime Esparza Rhénals.

## Historia
Desde 2007, algunas empresas de la industria de juegos de suerte y azar en Colombia comenzaron a trabajar el concepto de redes transaccionales de bajo valor con productos de juegos (lotería y chance) para posteriormente ofrecer servicios de corresponsabilidad bancaria a la población en municipios, luego de que en el año 2014, el Gobierno Nacional de Colombia diera vía libre a la creación de nuevas entidades y productos financieros transaccionales, para promover la inclusión financiera a ciudadanos colombianos que antes no tenían o no usaban servicios financieros formales. 

## Regulación
Tras la reglamentación del Servicio Postal de pago en Colombia, en el año 2009, el servicio de transporte de recursos como el de las redes transaccionales de bajo valor son reguladas y vigiladas por Mintic, Ministerio de Tecnologías de la Información y las Comunicaciones de Colombia. Así mismo, esta actividad es vigilada por los programas de inclusión financiera del Ministerio de Hacienda y Crédito Público. 
Las empresas que operan Redes transaccionales de bajo valor deben cumplir con sistemas de administración de riesgos tales como liquides, prevención de lavado de activos o financiación del terrorismo, prevención de fraude, suplantaciones y sistema de riesgo operativo en caso de fallas tecnológicas, así como seguridad de la información de los clientes.  
De acuerdo con el último reporte de la cartera ministerial a cargo de vigilar estas plataformas, el servicio de giros postales ha demostrado un potencial de crecimiento en Colombia.  El informe señala que en 2016 el número total acumulado de movimientos y valor total de giros realizados por los operadores postales de pago fue 92,7 millones de transacciones que movieron $15,3 billones, lo que representó un incremento de 13,3% respecto al año anterior.

## Tecnología
- Validación biométrica a través de huella para validar identidad del usuario, así como también, a través de aplicaciones móviles con biometría facial.
- La validación de la huella en las operaciones biométricas es verificada en línea con los datos de La Registraduría Nacional del estado Civil y así asegurar que la persona que realiza la transacción es quien dice ser.
- Envío de dinero desde teléfonos celulares a través de aplicaciones conectadas con las tarjetas de crédito y débito del usuario.
- Aplicaciones móviles que funcionan con geolocalización para la ubicación de puntos de redes transaccionales de bajo valor, así como personal de los operadores[7] y garantizar así la seguridad de las transacciones de manera física.

## Empresas que operan Redes Transaccionales de bajo valor en Colombia
- Su Red (Gerente: Henrry Martínez Forero)
- JER (Gerente: Jaime Esparza Rhénals)
- Grupo empresarial en Línea, Gelsa (Gerente: Elkin Castaño)
- Efecty